# Exodus (film)
Exodus è un film del 1960 diretto da Otto Preminger.
Il titolo del film, come quello del romanzo, deriva dal nome della nave che nel 1947 portò in Israele un numeroso gruppo di immigranti. La nave, che originariamente si chiamava President Warfield, nel porto italiano di La Spezia venne risistemata per l'operazione e ribattezzata Exodus.

## Trama
Il film descrive una serie di eventi associati alla fondazione dello Stato di Israele (avvenuta il 14 maggio 1948). Katherine "Kitty" Fremont è una vedova e infermiera volontaria statunitense che, in visita a Cipro, si fa convincere dal generale inglese Sutherland, un amico del suo defunto marito, a lavorare presso il campo di Karaolos, che si trova sull'isola. Qui sono ospitati migliaia di ebrei sopravvissuti all'Olocausto, trattenuti dalle autorità britanniche che vogliono impedirne l'immigrazione illegale in Palestina (al tempo sotto il controllo del Regno Unito sotto mandato della Società delle Nazioni). I profughi, ormai senza una patria a cui fare ritorno, vivono nell'attesa di essere liberati per poterla raggiungere. Tra essi vi è Ari Ben Canaan, membro dell'Haganah, che, con l'aiuto di Mandria, un notabile cipriota, e di alcuni esponenti del movimento sionista, acquista una nave cargo, l'Olympia, con l'intento di far fuggire 611 ebrei da poco arrivati al campo, e portarli clandestinamente in Palestina. Ben Canaan si finge un ufficiale britannico, inviato dal Ministero delle Colonie per riportare i profughi in Germania. Il trucco, tuttavia, viene scoperto quando l'Olympia sta per lasciare il porto di Famagosta, dunque gli inglesi impediscono alla nave di partire, ma non possono abbordarla perché Ari Ben Canaan minaccia di far scoppiare la nave con dell'esplosivo, con tutte le persone a bordo, se ciò avvenisse.
Si crea quindi una situazione di stallo e i profughi, per far pressione sul governo britannico, incominciano uno sciopero della fame. Lo sciopero si protrae per diversi giorni, e causa la morte di uno dei medici del campo. Kitty, che durante il lavoro nel campo ha conosciuto una ragazza ebrea danese di nome Karen Hansen, alla quale si è affezionata al punto da chiederle di andare a vivere con lei negli Stati Uniti d'America, sale a bordo della nave per ritrovarla e portarla con sé. Karen tuttavia rifiuta, perché è alla ricerca del proprio padre, dal quale era stata separata durante la guerra, e anche perché ha ormai abbracciato la causa sionista. A bordo dell'Olympia Kitty comprende il pessimo stato di salute degli ebrei, ormai consumati dal lungo sciopero della fame, e convince il generale Sutherland a recarsi a Londra per perorare la causa dei profughi. Il tentativo riesce e la nave, nel frattempo rinominata Exodus (in chiaro riferimento all'Esodo biblico), viene autorizzata dal governo britannico a salpare. Anche Kitty, intenzionata ad aiutare Karen nella ricerca del padre, parte con i profughi, che di lì a poco sbarcheranno in Palestina.
Qui l'opposizione araba alla divisione del Paese tra uno Stato arabo e uno Stato ebraico sta ormai crescendo, e uno dei profughi a bordo dell'Exodus, il giovane Dov Landau, sopravvissuto al campo di concentramento di Auschwitz in quanto sonderkommando, si unisce all'Irgun, un'organizzazione militante ebraica al cui comando c'è Akiva Ben Canaan, zio di Ari Ben Canaan. A causa dell'attività terroristica di tale organizzazione, Akiva è stato disconosciuto dal fratello Barak, padre di Ari, che invece dirige l'Agenzia Ebraica per la Palestina: questa si trova in conflitto con l'Irgun, poiché punta a creare uno Stato ebraico tramite mezzi politici e diplomatici e teme che le azioni dei militanti di Akiva vanifichino tali sforzi. Ari, Kitty e Karen raggiungono il kibbutz di Gan Dafna, fondato molti anni prima da Barak Ben Canaan. Presso il villaggio ebraico sorge la cittadina araba di Abu Yesha, il cui mukhtār (capovillaggio) è Taha (John Derek), amico d'infanza di Ari. In effetti, i rapporti tra gli abitanti di Gan Dafna (per lo più adolescenti e bambini) e quelli di Abu Yesha sono di grande fratellanza, ma questa situazione è di lì destinata a cambiare a causa dell'evolvere degli eventi. Ari e Kitty nel frattempo si innamorano e riescono pure a trovare il padre di Karen. Karen viene condotta dal padre, che si trova ammalato in un ospedale di Gerusalemme e non è in grado di riconoscere la figlia.
Nello stesso momento, a pochi chilometri di distanza, l'Irgun compie, per mano di Dov (divenuto un esperto dinamitardo ad Auschwitz), un sanguinoso attentato al King David Hotel, che causa 91 vittime. Poco dopo, tuttavia, Akiva, ideatore dell'atto terroristico, e altri militanti dell'Irgun vengono arrestati e condannati a morte; Dov, invece, scampa all'arresto nascondendosi in una chiesa ortodossa, per poi cercare rifugio a Gan Dafna. Pur non condividendone le idee, Ari decide di mettere in atto un piano per liberare lo zio e gli altri compagni dell'Irgun, imprigionati nel carcere di Acri. A questo scopo, Dov si fa incarcerare, in modo da usare la sua conoscenza degli esplosivi per creare una via di fuga dalla prigione di Acri. Tutto si svolge secondo i piani: centinaia di detenuti, anche arabi, riescono a fuggire. Ari, Akiva e Dov scappano in automobile, ma, nella fuga, Akiva viene ucciso dai soldati britannici mentre cerca di forzare un blocco stradale creato per bloccare gli evasi. Ari, che è alla guida, è ferito gravemente. Riesce a raggiungere Abu Yesha, ma le sue condizioni sono disperate. Kitty, condotta al villaggio arabo da Taha, riesce a salvare la vita dell'amato. Nel frattempo, la nascita dello Stato di Israele è ormai prossima. Barak, di fronte a una folla trepidante, legge a Gerusalemme i risultati della votazione con cui l'Organizzazione delle Nazioni Unite ha approvato il Piano di partizione della Palestina (29 novembre 1947). Gli eventi non sono però approvati dagli arabi e un loro gruppo estremista, con a capo il Gran Mufti di Gerusalemme e fomentati dall'ex-ufficiale nazista von Storch, progetta un attacco a Gan Dafna per ucciderne gli abitanti. Ari riceve un avvertimento riguardo all'attacco da parte di Taha e, di conseguenza, decide di far fuggire tutti i ragazzi più giovani durante la notte precedente l'attacco, lasciando invece gli altri a difesa del kibbutz.
Karen, che aveva conosciuto Dov già nel campo di Karaolos, raggiunge il giovane in un posto di osservazione attorno a Gan Dafna e gli dichiara il suo amore. Dov contraccambia e le promette che un giorno si sarebbero sposati, ma rimanda la ragazza al villaggio, dato il pericolo dell'imminente attacco arabo. Purtroppo, i timori di Dov si riveleranno fondati: Karen viene, infatti, catturata in un'imboscata e uccisa da alcuni arabi mentre rientra al kibbutz e il suo cadavere viene ritrovato l'indomani dalla squadra di Dov. Gli ebrei di Gan Dafna attaccano la vicina Abu Yesha, come avevano pianificato per cogliere di sorpresa gli arabi prima che questi li attaccassero, ma trovano il villaggio deserto. In compenso, rinvengono il corpo di Taha impiccato e con incisa una Stella di Davide. Gli stessi estremisti arabi che hanno ucciso Karen, l'avevano ritenuto un traditore per aver informato Ari dell'attacco. Karen e Taha vengono sepolti insieme. In assenza di un rabbino o di un imam, viene svolta una breve cerimonia laica, durante la quale Ari giura sui loro corpi che un giorno arabi ed ebrei condivideranno insieme la stessa terra non solo nella morte ma anche nella vita.

## Differenze dalla realtà storica
- Viene comunemente ritenuto che il personaggio fittizio di Ari Ben Canaan, protagonista del film e dell'omonimo romanzo da cui è tratto, sia ispirato alla vita e alla storia di Yitzhak Rabin, militare e futuro primo ministro di Israele.[1]
- L'episodio dell'attentato all'ala destra del King David Hotel di Gerusalemme è impreciso: nel film si suppone che sia stato un attentato dai sotterranei, mentre nella realtà furono introdotti 6 bidoni di latte contenenti circa 225 chilogrammi di esplosivo. Alcune fonti sostengono che il Comando Britannico fu avvertito 25 minuti prima dell'esplosione, ma l'avvertimento sarebbe stato ignorato[2].
- La nave non era una nave cargo bensì una nave da crociere di lusso dal nome "President Warfield", messa in disuso al termine della Seconda guerra mondiale e successivamente riarmata dall'Haganah e chiamata "Exodus 1947"[3].
- La rotta della nave e l'esito del viaggio nella realtà furono ben diversi da quelli descritti nel film (descrizione derivante da quella del romanzo). La nave partì dal porto italiano di La Spezia con più di 4.500 profughi diretta in Palestina, venne inseguita da navi della marina militare britannica, intercettata al largo della costa palestinese e abbordata poco prima di entrare nelle acque territoriali palestinesi. I profughi vennero deportati, con altre navi, in Francia, ma il governo francese dichiarò che avrebbe permesso di sbarcare solo i passeggeri che l'avessero fatto volontariamente. I britannici trasportarono quindi i profughi in Germania, li fecero sbarcare ad Amburgo e li portarono in campi di prigionia nella zona di occupazione britannica della Germania.[4]

## Produzione
Il soggetto del film è tratto dal romanzo Exodus di Leon Uris. Il romanzo era stato commissionato allo scrittore dalla Metro-Goldwyn-Mayer, quindi era già in partenza concepito per il cinema. Preminger, che aveva pensato di realizzare un film sulla nascita di Israele, aveva preso contatti con il giornalista Dan Kurzman, allora corrispondente della NBC da Gerusalemme, ma alla fine acquistò i diritti del romanzo di Uris. Poiché il disaccordo con lo scrittore fu quasi immediato, Preminger decise di "sdoganare" Dalton Trumbo, sceneggiatore finito nella lista di proscrizione della Commissione per le attività antiamericane che, dopo circa quindici anni di lavoro non accreditato, per questo film ricominciò finalmente a firmare con il proprio nome, consegnando la sceneggiatura in soli quaranta giorni. Pur nell'ampiezza dell'intreccio e nel numero degli episodi, il racconto venne sfrondato delle citazioni bibliche e reso più realistico attraverso la narrazione di vicende personali sullo sfondo degli avvenimenti storici. Il regista volle girare negli stessi luoghi in cui era ambientato (Israele, Cipro e Italia) servendosi quasi esclusivamente di luce naturale grazie alla direzione della fotografia di Sam Leavitt e alla scelta del formato 70 millimetri.
Durante le riprese non mancarono le difficoltà, giacché Cipro viveva all'epoca una pagina drammatica della sua storia, con l'organizzazione greca EOKA che combatteva per sottrarre l'isola al controllo coloniale britannico. Le autorità inglesi non vollero dare il loro contributo logistico alle riprese del film temendo che il film potesse avere risvolti anti-britannici e potesse dare un'immagine positiva di un'organizzazione che essi consideravano terroristica. 
In più, ci furono le divergenze d'opinione fra il regista e il protagonista del film. Paul Newman, forte del suo richiamo commerciale, avrebbe desiderato modificare il copione adattandolo alle sue caratteristiche di attore e al suo approccio motivazionale al personaggio, ma il regista, noto per il suo piglio autoritario, fu inflessibile con lui come con tutti gli altri membri del cast; per la scarsa umanità data al suo personaggio, il risultato fu definito dallo stesso Newman «un po' raggelato».

## Distribuzione
Il film, prodotto per la Alpha e la Carlyle Productions e distribuito dalla United Artists, venne proiettato nelle sale statunitensi a partire dal dicembre 1960. In Italia esordì il 29 aprile 1961. Nonostante la sua durata di tre ore e 28 minuti all'inizio contestata da molti, Exodus incassò quattro volte i costi di produzione ed ebbe un numero di spettatori superiore a qualsiasi altro film interpretato fino a quel momento da Paul Newman (sarà superato dieci anni dopo solo da Butch Cassidy).

## Premi e candidature
- 1961 - Premio Oscar
  - Miglior colonna sonora a Ernest Gold
  - Candidatura Miglior attore non protagonista a Sal Mineo
  - Candidatura Migliore fotografia a Sam Leavitt
- 1961 - Golden Globe
  - Miglior attore non protagonista a Sal Mineo
  - Candidatura Miglior colonna sonora a Ernest Gold
  - Candidatura Migliore attrice debuttante a Jill Haworth

La colonna sonora, scritta da Ernest Gold, vinse l'Oscar alla migliore colonna sonora del 1960. Il motivo musicale principale del film è stato spesso remixato ed eseguito da molti artisti (tra cui il pianista Anthony Burger per il pezzo intitolato I Do Believe, contenuto in Homecoming; nonché dal pianista techno-crossover Maksim Mrvica, che lo utilizzò come motivo per il pezzo Bankhead di T.I.), mentre la versione originale è stata usata come colonna sonora dal professional wrestler "Mr. Perfect" Curt Hennig. Un altro professional wrestler, Bill Goldberg, usa una versione del pezzo principale come musica d'entrata alla WCW in riferimento alla sua discendenza ebraica. Ancora, Howard Stern la usa per avere un effetto comico quando parla di aspetti della vita ebraica. Il tema principale fu portato al successo anche per merito del duo pianistico Ferrante & Teicher.
Ernest Gold raggiunse la prima posizione nella Billboard 200 per 14 settimane e vinse il Grammy Award per la miglior colonna sonora e per la canzone dell'anno durante il Grammy Awards del 1961.